# Håndboldklubben Schneeklothianerne
Håndboldklubben Schneeklothianerne ofte omtalt Schneekloth er en håndboldklub fra København. Klubben blev blev stiftet 5. september 1933 af daværende gymnastiklærer ved Statsgymnasiet Schneekloths Skole Carl Brandt og en kreds af udgåede elever, hvilket var to år før stiftelsen af Københavns Håndbold Forbund 2. juli 1935. 
Foreningen var forbeholdt nuværende eller tidligere elever på Schneekloths Skole, og efter nogle år lykkedes det seniorholdet at komme ind i : Den københavnske mesterrække, hvilket skete i 1938.
Foreningen var blandt den række af håndboldklubber, der stiftedes i relation de københavnske gymnasier. Disse klubber levede så længe gymnasierne bevarede mellemskolerne og et yngre rekrutteringsgrundlag. 
Flere af dem søgte at overleve ved at åbne også for medlemmer, der ikke havde gået på de pågældende gymnasier, men deres idegrundlag var borte og de er alle - ligesom Schneekloth - borte nu.
Schneekloths medlemstal gennem årene indtil nedgangstiderne lå på omkring 150, hvilket var imponerende i betragtning af det beskedne rekrutteringsgrundlag i en skole med omkring 450 elever.
I 12 år var det kun håndbold, der blev dyrket i Schneekloth, men i 1947 optog foreningen cricket som sommerspil til afløsning af det hendøende markhåndbold. 
Cricketspiller kunne ikke overleve kun med tilgang fra gymnasiet og spillerne forlod håndboldklubben og dannede deres egen forening d. 4. oktober 1956 under navnet Svanholm Cricketklub.
Navnet Svanholm for at bevare forbindelsen til Schneekloth, idet gymnasiet fra 1919 til 1930 havde haft det navn. Initiativtageren for Schneekloths cricketafdeling Torben Jensen blev formand for cricketklubben. Han havde gennem årene også været manden bag håndboldklubben og fortsatte i mange år sit afgørende virke for begge klubber.
Håndboldklubben vandt sin første større turnering i 1944, da den den københavnske cupturnering vandtes foran den tids ellers enerådende klubber HG og Ajax.
I 1956 oprettedes en landsomfattende 2. division. Schneekloth blev en af klubberne, vandt rækken det første år og blev således de næste år deltager i landets bedste håndboldrækker, hvor placeringerne blev  således:
1. division: 1957 nr. 9, 1958, nr. 5, 1960, nr. 9, 1961 nr. 8, 1962 11 ud af 12 og nedrykker, 1963 nr. 2 i 2. division og oprykker, 1964 nedrykker fra 1. division, 1965 nr. 6 i 2. division, 1966 nr. 3, 1967 nr. 10 og nedrykker fra 2. division, 1968 i 3. division øst og nedrykker, for derefter aldrig at genvinde divisionsstatus.
I 1969 flyttede gymnasiet til Brøndby Møllevej og håndboldklubben flyttede med. Men selvom der takket være den håndboldinteresserede borgmester i Brøndby Kommune Kjeld Rasmussen blev oprettet en håndboldhal i tilknytning til gymnasiet og selvom håndboldklubben åbnede sig for også andet end elever på gymnasiet og genetablerede en ungdomsafdeling, blev placeringerne i Sjællands Håndbold Forbunds turneringer mere og mere beskedne og ungdommen i Brøndby foretrak fodbolden i BIF.
I 1976 slog Schneekloth sig under navnet Brøndby/Schneekloth Håndboldklub sammen med Brøndby Håndboldklub, der hidtil havde koncentreret sig om kvindehåndbold. Nogle år senere fjernede denne klub navnet Schneekloth og i 1992 blev Schneekloths Gymnasium nedlagt.
Håndboldklubben Schneeklotianerne skabte tre landsholdsspillere, nemlig målmanden Bent Mortensen, den hurtige kejthåndede wing John Bernth (28 landskampe)og langskytten Bent Henriksen (2 landskampe). Bent Mortensen var en af datidens tilskuerattraktioner med sit elegante målmandsspil og nåede 112 landskampe, heraf ca. halvdelen for Schneekloth.